# 南關東比例代表區
南關東比例代表區，是日本眾議院11個比例代表制選區之一。該選舉區設立於1994年，起初席次為23，2000年為21位，2003年之後為22位，2022年12月28日經總務省公佈調整為23位，較之前增加1位。

## 地區
千葉縣、神奈川縣、山梨縣

## 選出議員
| 選舉屆數 | 第41屆                    | 第42屆                  | 第43屆                    | 第44屆                    | 第45屆                  | 第46屆                  | 第47屆                  | 第48屆                  | 第49屆                    |
| 選舉年   | 1996年                    | 2000年                  | 2003年                    | 2005年                    | 2009年                  | 2012年                  | 2014年                  | 2017年                  | 2021年                    |
| -------- | ------------------------- | ----------------------- | ------------------------- | ------------------------- | ----------------------- | ----------------------- | ----------------------- | ----------------------- | ------------------------- |
| #1       | 石橋一弥 （自由民主党）   | 松崎公昭 （民主党）     | 長濱博行 （民主党）       | 江崎洋一郎 （自由民主党） | 三村和也 （民主党）     | 中谷真一 （自由民主党） | 中谷真一 （自由民主党） | 宮川典子 （自由民主党） | 星野剛士 （自由民主党）   |
| #1       | 水野賢一 （自由民主党）   | 松崎公昭 （民主党）     | 長濱博行 （民主党）       | 江崎洋一郎 （自由民主党） | 三村和也 （民主党）     | 中谷真一 （自由民主党） | 中谷真一 （自由民主党） | 出畑實 （自由民主党）   | 星野剛士 （自由民主党）   |
| #2       | 米津等史 （新進党）       | 濱田靖一 （自由民主党） | 中村正三郎 （自由民主党） | 長濱博行 （民主党）       | 甘利明 （自由民主党）   | 小澤銳仁 （日本維新会） | 阿部知子 （民主党）     | 生方幸夫 （立憲民主党） | 中谷一馬 （立憲民主党）   |
| #2       | 米津等史 （新進党）       | 濱田靖一 （自由民主党） | 中村正三郎 （自由民主党） | 藤井裕久 （民主党）       | 甘利明 （自由民主党）   | 小澤銳仁 （日本維新会） | 阿部知子 （民主党）     | 生方幸夫 （立憲民主党） | 中谷一馬 （立憲民主党）   |
| #3       | 葉山峻 （民主党）         | 葉山峻 （民主党）       | 池田元久 （民主党）       | 小野次郎 （自由民主党）   | 金子健一 （民主党）     | 後藤祐一 （民主党）     | 宮川典子 （自由民主党） | 田嶋要 （希望之党）     | 甘利明 （自由民主党）     |
| #4       | 中村正三郎 （自由民主党） | 市川雄一 （公明党）     | 江崎洋一郎 （自由民主党） | 後藤齋 （民主党）         | 中後淳 （民主党）       | 門山宏哲 （自由民主党） | 太田和美 （維新党）     | 中谷真一 （自由民主党） | 金村龍那 （日本維新会）   |
| #5       | 志位和夫 （日本共產党）   | 渡邊博道 （自由民主党） | 河上覃雄 （公明党）       | 藤田幹雄 （自由民主党）   | 林幹雄 （自由民主党）   | 青柳陽一郎 （眾人之党） | 富田茂之 （公明党）     | 中谷一馬 （立憲民主党） | 秋本真利 （自由民主党）   |
| #6       | 市川雄一 （新進党）       | 樋高剛 （自由党）       | 若井康彦 （民主党）       | 富田茂之 （公明党）       | 勝又恒一郎 （民主党）   | 富田茂之 （公明党）     | 志位和夫 （日本共產党） | 富田茂之 （公明党）     | 古屋範子 （公明党）       |
| #7       | 小澤銳仁 （民主党）       | 志位和夫 （日本共產党） | 松野博一 （自由民主党）   | 長崎幸太郎 （自由民主党） | 富田茂之 （公明党）     | 松田学 （日本維新会）   | 義家弘介 （自由民主党） | 中山展宏 （自由民主党） | 谷田川元 （立憲民主党）   |
| #8       | 井奥貞雄 （自由民主党）   | 阿部知子 （社会民主党） | 加藤尚彦 （民主党）       | 笠浩史 （公明党）         | 松本純 （自由民主党）   | 堀内詔子 （自由民主党） | 奥野總一郎 （民主党）   | 本村賢太郎 （希望之党） | 三谷英弘 （自由民主党）   |
| #8       | 井奥貞雄 （自由民主党）   | 阿部知子 （社会民主党） | 加藤尚彦 （民主党）       | 笠浩史 （公明党）         | 松本純 （自由民主党）   | 堀内詔子 （自由民主党） | 奥野總一郎 （民主党）   | 谷田川元 （希望之党）   | 三谷英弘 （自由民主党）   |
| #9       | 河上覃雄 （新進党）       | 後藤齋 （民主党）       | 櫻井郁三 （自由民主党）   | 赤池誠章 （自由民主党）   | 横粂勝仁 （民主党）     | 奥野總一郎 （民主党）   | 中山展宏 （自由民主党） | 星野剛士 （自由民主党） | 青柳陽一郎 （立憲民主党） |
| #10      | 甘利明 （自由民主党）     | 米田建三 （自由民主党） | 佐藤謙一郎 （民主党）     | 永田寿康 （民主党）       | 山崎誠 （民主党）       | 中山展宏 （自由民主党） | 青柳陽一郎 （維新党）   | 志位和夫 （日本共產党） | 志位和夫 （日本共產党）   |
| #10      | 甘利明 （自由民主党）     | 米田建三 （自由民主党） | 佐藤謙一郎 （民主党）     | 池田元久 （民主党）       | 山崎誠 （民主党）       | 中山展宏 （自由民主党） | 青柳陽一郎 （維新党）   | 志位和夫 （日本共產党） | 志位和夫 （日本共產党）   |
| #11      | 北村哲男 （民主党）       | 大出彰 （民主党）       | 志位和夫 （日本共產党）   | 福田峰之 （自由民主党）   | 浅尾慶一郎 （眾人之党） | 田沼隆志 （日本維新会） | 門山宏哲 （自由民主党） | 篠原豪 （立憲民主党）   | 義家弘介 （自由民主党）   |
| #12      | 中路雅弘 （日本共產党）   | 河上覃雄 （公明党）     | 鈴木恒夫 （自由民主党）   | 志位和夫 （日本共產党）   | 志位和夫 （日本共產党） | 阿部知子 （日本未来党） | 古屋範子 （公明党）     | 山本朋廣 （自由民主党） | 藤卷健太 （日本維新会）   |
| #13      | 上田勇 （新進党）         | 實川幸夫 （自由民主党） | 富田茂之 （公明党）       | 近江屋信廣 （自由民主党） | 齋藤健 （自由民主党）   | 中島克仁 （眾人之党）   | 畑野君枝 （日本共產党） | 宮川伸 （立憲民主党）   | 中山展宏 （自由民主党）   |
| #14      | 伊藤茂 （社会民主党）     | 土田龍司 （自由党）     | 須藤浩 （民主党）         | 古屋範子 （公明党）       | 藤井裕久 （民主党）     | 志位和夫 （日本共產党） | 本村賢太郎 （民主党）   | 後藤祐一 （希望之党）   | 角田秀穗 （公明党）       |
| #15      | 小此木八郎 （自由民主党） | 大森猛 （日本共產党）   | 櫻田義孝 （自由民主党）   | 岩國哲人 （民主党）       | 田中和德 （自由民主党） | 若井康彦 （民主党）     | 堀内詔子 （自由民主党） | 古屋範子 （公明党）     | 中島克仁 （立憲民主党）   |
| #16      | 富田茂之 （新進党）       | 首藤信彦 （民主党）     | 大出彰 （民主党）         | 阿部知子 （社会民主党）   | 水野智彦 （民主党）     | 古屋範子 （公明党）     | 篠原豪 （維新党）       | 三谷英弘 （自由民主党） | 鈴木敦 （国民民主党）     |
| #17      | 佐藤謙一郎 （民主党）     | 中本太衛 （自由民主党） | 計屋圭宏 （民主党）       | 鈴木馨祐 （自由民主党）   | 古屋範子 （公明党）     | 山本朋廣 （自由民主党） | 山本朋廣 （自由民主党） | 木村哲也 （自由民主党） | 門山宏哲 （自由民主党）   |
| #18      | 田邊国男 （自由民主党）   | 原陽子 （社会民主党）   | 渡邊博道 （自由民主党）   | 内山晃 （民主党）         | 松野博一 （自由民主党） | 西田讓 （日本維新会）   | 神山洋介 （民主党）     | 岡島一正 （立憲民主党） | 山崎誠 （立憲民主党）     |
| #19      | 大森猛 （日本共產党）     | 永井英慈 （民主党）     | 古屋範子 （公明党）       | 杉村太藏 （自由民主党）   | 石田三示 （民主党）     | 福田峰之 （自由民主党） | 角田秀穗 （公明党）     | 奥野總一郎 （希望之党） | 山本朋廣 （自由民主党）   |
| #20      | 米田建三 （新進党）       | 上田勇 （公明党）       | 青木愛 （民主党）         | 浮島敏男 （自由民主党）   | 阿部知子 （社会民主党） | 生方幸夫 （民主党）     | 福田峰之 （自由民主党） | 上野宏史 （自由民主党） | 多谷亮 （令和新選組）     |
| #21      | 生方幸夫 （民主党）       | 櫻田義孝 （自由民主党） | 山際大志郎 （自由民主党） | 田嶋要 （民主党）         | 齋藤勁 （民主党）       | 椎名毅 （眾人之党）     | 齊藤和子 （日本共產党） | 畑野君枝 （日本共產党） | 浅川義治 （日本維新会）   |
| #22      | 田中和德 （自由民主党）   |                         | 阿部知子 （社会民主党）   | 谷口和史 （公明党）       | 相原史乃 （民主党）     | 椎木保 （日本維新会）   | 水戶将史 （維新党）     | 串田誠一 （日本維新会） | 櫻田義孝 （自由民主党）   |
| #23      | 松崎公昭 （新進党）       |                         |                           |                           |                         |                         |                         |                         |                           |

## 選舉結果

### 第50屆（2024年）
|    |  | 政黨       | 除數 | 議員名       | 黨內 順位 | 重複參選   | 惜敗率 | 新舊 |
| -- |  | ---------- | ---- | ------------ | --------- | ---------- | ------ | ---- |
| 1  |  | 自由民主党 | 1    | 古川直季     | 1         | 神奈川6区  | 98.8％ | 前   |
| 2  |  | 立憲民主党 | 1    | 谷田川元     | 1         | 千葉10区   | 97.6％ | 前   |
| 3  |  | 自由民主党 | 2    | 中谷真一     | 1         | 山梨1区    | 92.6％ | 前   |
| 4  |  | 國民民主黨 | 1    | 深作耶穌     | 1         | 神奈川19區 | 78.6％ | 新   |
| 5  |  | 立憲民主党 | 2    | 佐佐木奈保美 | 1         | 神奈川17區 | 96.3％ | 新   |
| 6  |  | 公明党     | 1    | 角田秀穂     | 1         | 無         | －     | 前   |
| 7  |  | 自由民主党 | 3    | 英利阿爾菲亞 | 1         | 千葉5区    | 90.3％ | 前   |
| 8  |  | 立憲民主党 | 3    | 宮川伸       | 1         | 千葉13区   | 96.3％ | 原   |
| 9  |  | 日本維新會 | 1    | 金村龍那     | 1         | 神奈川10区 | 89.0％ | 前   |
| 10 |  | 令和新選組 | 1    | 多谷亮       | 1         | 千葉11区   | 49.4％ | 前   |
| 11 |  | 自由民主党 | 4    | 鈴木馨祐     | 1         | 神奈川7区  | 85.2％ | 前   |
| 12 |  | 國民民主黨 | 2    | 岡野純子     | 1         | 千葉5区    | 77.2％ | 新   |
| 13 |  | 日本共產黨 | 1    | 志位和夫     | 1         | 無         | －     | 前   |
| 14 |  | 立憲民主党 | 4    | 岡島一正     | 1         | 千葉3区    | 95.3％ | 原   |
| 15 |  | 公明党     | 2    | 沼崎滿子     | 2         | 無         | －     | 新   |
| 16 |  | 自由民主党 | 5    | 三谷英弘     | 1         | 神奈川8区  | 79.8％ | 前   |
| 17 |  | 立憲民主党 | 5    | 長友克洋     | 1         | 神奈川14区 | 91.1％ | 新   |
| 18 |  | 自由民主党 | 6    | 星野剛士     | 1         | 神奈川12区 | 77.9％ | 前   |
| 19 |  | 国民民主党 | 3    | 西岡義高     | 1         | 神奈川18区 | 76.6％ | 新   |
| 20 |  | 立憲民主党 | 6    | 山崎誠       | 1         | 神奈川5区  | 83.7%  | 前   |
| 21 |  | 日本維新會 | 2    | 藤巻健太     | 1         | 千葉6区    | 42.5％ | 前   |
| 22 |  | 參政黨     | 1    | 鈴木敦       | 1         | 無         | －     | 前   |
| 23 |  | 自由民主党 | 7    | 山際大志郎   | 1         | 神奈川18區 | 76.6％ | 前   |

- 從本次選舉開始增加一個席位。

遞補者
|  | 政黨       | 參選者名 | 黨內 順位 | 重複參選   | 惜敗率 | 新舊 | 備註 |
|  | ---------- | -------- | --------- | ---------- | ------ | ---- | ---- |
|  | 自由民主党 | 田宮壽人 | 1         | 千葉9区    | 76.4%  | 新   |      |
|  | 立憲民主党 | 佐藤喬   | 1         | 神奈川19区 | 79.0%  | 新   |      |
|  | 國民民主   | 平戸航太 | 1         | 千葉7区    | 62.6%  | 新   |      |
|  | 公明党     | 原田直樹 | 3         | 無         | －     | 新   |      |
|  | 日本維新會 | 久坂邦衛 | 1         | 神奈川5区  | 42.0%  | 新   |      |
|  | 令和新選組 | 三好諒   | 1         | 神奈川2区  | 23.0%  | 新   |      |
|  | 日本共產黨 | 畑野君枝 | 2         | 無         | －     | 原   |      |
|  | 參政黨     | 藤田修一 | 2         | 神奈川15区 | 18.4%  | 新   |      |

## 相關項目
- 比例代表制
- 日本眾議院比例代表制選區列表